# Ormehul
Et ormehul, rumtidstunnel eller Einstein-Rosen bro er en hypotetisk egenskab af rumtiden.  Hermann Weyl opstillede i 1928 en hypotese om et fænomen, som er en slags tunnel, hvor det er muligt at rejse gennem rum og tid.
John Archibald Wheeler introducerede termen "wormhole" i 1957 om dette fænomen.
Det er dog endnu ikke blevet bekræftet, at sådanne ormehuller eksisterer.
Selvom det skulle vise sig, så er det meget usikkert om disse mystiske størrelser vil kunne bruges til f.eks. rejser til andre stjerner og galakser.
Der findes forskere som mener at de kan laves med tilstrækkelig energi til rådighed.